# صباح الشاهر
صباح علي الشاهر ( - 6 أبريل 2020) كاتب وقاص وصحفي وباحث ومثقف يساري عراقي. مواليد مدينة السماوة بالعراق. كتب المقال والقصة القصيرة والرواية، ونشر في الصحف العراقية والعربية. خرج من العراق في عام 1979، على إثر حملات حزب البعث العراقي على المعارضين السياسيين. كانت أول مجموعة قصصية تصدر له بعنوان (بالحب كله، بالغضب كله). عاش سنواته الأخيرة في المملكة المتحدة، وتوفي في 6 أبريل 2020 على خلفية إصابته بفيروس كورونا.